# 星空のカラス
『星空のカラス』（ほしぞらのカラス）は、モリエサトシによる日本の漫画作品。

## 概要
少女漫画史上初となる囲碁を題材にした作品。囲碁棋士を目指す少女の成長を描いた物語。
『花とゆめ』（白泉社）の2012年14号にて、読み切りとして掲載。その後、同年21号より連載され、2015年21号で完結した。
穂坂繭による監修の下、綿密に裏付けされた棋譜が対局シーンに用いられている。

## あらすじ
気難しく嫌われ者だったプロ棋士の祖父から囲碁を教わり、その魅力に取りつかれた烏丸和歌、13歳。自身もプロ棋士になりたいと願うが、倒れた妻（和歌の祖母）より囲碁の試合を優先した祖父のような非情な人間になってほしくないと、母親からプロ棋士どころか囲碁をすることさえ猛反対されている。
ある日、アマの囲碁大会に出ていた和歌は、指導に来ていたプロ棋士の鷺坂と出会う。後日、怪我を隠しながら名人リーグ戦に挑む鷺坂の勝利への執念と気迫を目の当たりにした和歌は、より一層、プロ棋士への夢を確かにし、母親から「少年少女囲碁大会の全国大会で優勝したらプロ棋士になることを許してもらう代わりに、負けたら囲碁を辞める」との約束を取り付ける。

## 登場人物

### 主要人物
2人の主人公の名前は、囲碁を意味する「烏鷺」から由来している。
烏丸 和歌（からすま わか）
本作の主人公兼ヒロイン。2000年6月生まれ（蟹座）、13→16歳。身長165→167センチメートル。二段。鷺坂総司名人門下。
腰まで届く黒髪のロングヘアが特徴的な、大人びた雰囲気を持つ和風美少女。裏表のない素直な性格だが、少し頑固な面もある。
女性問題や金銭問題で家族に迷惑をかけ、誰も近寄ろうしない囲碁棋士の祖父から囲碁を教わり、その魅力に取りつかれていく。本気で囲碁棋士を目指すまで、囲碁嫌いの母の批判を避けるため、一時的に高校生の従姉・里津の名前を借りて手合いに出ていた。
棋風は、祖父から受け継いだ「相手に最も響く一手」を追求し、斬新かつ独創的なスタイル。一方、ヨセや目算といった細かいことは苦手。
作中終盤、総司と義理の従兄妹同士であることが判明。そのことが原因で2年以上も彼と連絡が途絶えてしまっていたが、その間にも16歳9ヶ月の史上最年少女流名人に就く。最後は挑戦者杯に出場して決勝まで上り詰めていたが、対戦直前に交通事故に遭ってしまうものの、迎えに来た彼との対局が実現した。
鷺坂 総司（さぎさか そうじ）
本作のもう1人の主人公。1996年4月28日生まれ（牡牛座）、17→20歳。七→九段。鷺坂暁生名誉名人門下。
12歳で入段し、16歳で史上最年少の名人リーグ入りを果たした天才棋士。高名な棋士だった祖父を持ち、将来を嘱望されている超有望株。
棋風は、「勝つための最善の道」を模索し、堅実に地を稼ぐスタイル。また、ヨセの名手。しかし、名人リーグで南雲に完敗したことを機に、それまで並べることのできなかった祖父の棋譜を並べるようになり、今までになかった斬新な手を打てるようになる。
その甲斐もあって、プレーオフで宿敵・南雲を撃破。続く名人戦でも短期間に凄まじい成長を遂げ、ついに史上最年少となる18歳6ヶ月で名人となる。
暁生譲りの尊大かつ好戦的な性格の持ち主で、作中でも登場人物と頻繁に口論になり、多くの棋界関係者から快く思われていない。一方、大の占い好きなであり、その日のラッキーアイテムを身につけているといった、意外な一面もある。
物語中盤から和歌の正式な師匠となり、日常的に彼女のことを厳しく鍛えている。また、終盤にて義従兄妹であることが判明する。
2年後には、名人位3連覇に加え、棋聖位も獲得。2冠保持者となり、棋界の第一人者として君臨。国内外を問わず活躍している。

### プロ棋士
鷺坂 暁生（さぎさか あきお）
本作の裏主人公。名誉名人、九段。身長約170センチメートル。
故人。物語開始の約3年前に死亡している。7大タイトルを総嘗めにした昭和最強の棋士の1人で、死亡時も名人位を保持していた。数多くの棋士や業界関係者からも慕われており、死んだ後でもその功績は語り継がれている。
傍若無人な性格で借金や暴力といった数々の迷惑行為を繰り返し、死亡した棋士仲間の恋人（総司の祖母）を引き取るために、恋人（和歌の祖母）を捨てて双方の家庭を滅茶苦茶にした。
実は、恋人との間に儲けた実子（和歌の母・歌奈）の娘が和歌で、妻が産んだ娘（総司の母・笙子。父親は暁生の棋士仲間）の息子が総司ということが、終盤に判明する。
南雲 清一郎（なぐも せいいちろう）
総司の兄弟子。鷺坂暁生名誉名人門下。1982年生まれ（山羊座）、31→32歳。九段。
四天王と称される現役有数の棋士。本因坊や王座、天元などを獲得している。
暁生が保持していた名人位に対し、並々ならぬ感情を抱いている。生まれつき重い持病を患っており、それが原因で長時間の対局は困難である。総司の最大のライバルとして立ちはだかり、作中で三度にわたり彼と死闘を繰り広げた。
首藤 龍臣（すどう たつおみ）
総司の親友兼弟弟子。鷺坂暁生名誉名人門下。17→20歳。五→八段。手厚い棋風。
小学3年生時に、少年少女囲碁大会で優勝した経験を持ち、意気揚々と院生になった矢先に同い年の総司に完敗を喫した。その後、暁生の内弟子となり兄弟弟子達と切磋琢磨し強くなった。若手棋士の中では、総司に次ぐ二番手として描かれている。総司とはプライベートでも仲が良く、彼の家に居座ることが多い。
二年後には、リーグ入りを果たすなど若手内でも屈指の実力者となるが、総司とは大きく溝を空けられてしまった。
飯塚（いいづか）
32→35歳。三段。
囲碁のレッスンプロ。単行本のおまけページ「りっちゃんの囲碁入門」コーナーで指導役を務める。25歳で入段したという遅咲きの棋士。
次郎丸 康子（じろうまる やすこ）
女流三冠王。1993年度生まれ、20→23歳。四段。
非常に攻撃的な棋風。総司の元彼女。別れる際に断髪してもらってい、それ以来ずっとベリーショトヘアである。和歌以上の長身。
2年後、女流名人戦で和歌に敗れた。
明神（みょうじん）
推定50代。喫煙者。総司の実力を非常に高く評価し、和歌に対しても名記録係として気に入っている。自身も総司を下すほどの実力者。
劉（りゅう）
葉月の師匠。九段。
総司よりもやや上の世代の棋士。名人リーグに在籍し、総司・南雲に次ぐ成績を収める活躍を見せている。飄々とした掴みどころのない性格で、総司から苦手意識を持たれている。
名人（めいじん）
本名不明。妻子持ち。南雲の挑戦を退けるも、翌年には総司と死闘を繰り広げて敗れた。
弓削（ゆげ）
総司や龍臣や次ぐ有望株。20歳。七段。

### アマチュア棋士・院生
後にプロ棋士になった登場人物もこちらに含める。
八日町 吟（ようかまち ぎん）
少年少女囲碁大会・兵庫県代表。13→16歳。二段。身長145→171センチメートル。
左目の下にある傷が特徴。前年まで小学生の部を三連覇した実力の持ち主だが、里津の名で大会に出場していた和歌に負けた経験がある。
実家が医者の家系で、長兄が研修医、次兄が医大生という家庭環境で育ち、彼も両親から将来医者になることを期待されている。
石を取ることを信条とした戦闘的な棋風。作中で成長過程が最も顕著に描かれた人物。
丹羽 宏（にわ ひろし）
少年少女囲碁大会・愛知県代表。
マッシュルームカットが特徴。目算、ヨセが得意。
国領 葉月（こくりょう はづき）
少年少女囲碁大会・埼玉県代表。15→18歳。二段。
和歌の幼馴染で、小学生時代に彼女と同じ碁会所に通っていた。その後、院生になり序列1位まで上り詰めたが、棋士採用試験には受からずに院生を辞めたという経歴を持つ。少年少女囲碁大会では、歌奈に頼まれて和歌に囲碁を止めさせるために出場する。
轟 豪（とどろき ごう）
カンナの兄。初段。
轟 カンナ（とどろき カンナ）
豪の妹。初段。女流三冠王・次郎丸康子を尊敬している。
黄 一仁（ファン イーレン）
台湾出身。現院生順位1位→二段。
首藤 蘭子（すどう らんこ）
首藤の妹。11→14歳。
ロングウェーブとガーリー系ファッションが特徴。総司に強い憧れを抱いている。二年後も囲碁を続けている様子。
皿家 しをり（さらや しをり）
盤外戦を得意とする女性棋士。常に不気味な笑みを浮かべ、対戦相手の弱みを突いて動揺させて相手の自滅で勝利を掴むという方法を用いている。総司に反感を抱く出版社の編集員を操って和歌に心理戦を仕掛ける。弟がいる。
後書きでプロ棋士になれず、院生を辞めたことが語られている。
常盤 大志（ときわ たいし）
総司の院生時代の同期。非常に大柄な体格の持ち主だが、大人しく気弱な性格である。
後書きでは、年齢制限で院生を辞めたが棋士になる夢は諦めてない旨が書かれている。

### 親族
烏丸 里津（からすま りつ）
和歌の従姉。17→20歳。身長約150センチメートル。
小柄な体格だが、かなりの巨乳の持ち主。買い物が趣味で、すぐにクローゼットがいっぱいになってしまうので、着なくなった服は和歌にあげているが、和歌の方が背が高いため、丈が短すぎになってしまうものも少なくない。
総司とは犬猿の仲であり、和歌を2年も放っておいたことに激怒している。
烏丸 歌奈（からすま かな）
和歌の母。鷺坂暁生の前妻との間に生まれた子。旧姓：鷺坂→中手。
父・暁生の影響で大の囲碁嫌いとなり、当初は和歌にも棋士になってほしくないと強く願っていた。そのため、和歌が幼い頃は同じ碁会所に通う葉月と仲良くすることすら拒み、父と同じく棋士である総司や南雲に対しても、一貫して嫌悪感を露わにしていた。
鷺坂 笙子（さぎさか しょうこ）
総司の母。鷺坂暁生の後妻の連れ子。
顔は息子似だが、彼と違い囲碁の才能に恵まれなかった。そのため、義姉妹にあたる歌奈や義姪の和歌を激しく憎んでいる。

### その他
蛤（はまぐり）
暁生が突如として持ってきたヤギで、烏丸家でペットとして飼われている。祖父の迷惑行為の1つとしてカウントされ、総司がヤギ嫌いになった元凶でもある。
長谷川（はせがわ）
通称：ハセ。里津の同級生で、サッカー部所属。左目の下にある黒子が特徴。
4歳も年下である和歌に惚れるが、総司の存在を知って身を引く覚悟をする。
作中で唯一、囲碁棋士及びその関係者以外で視点が当てられた人物で、総司の部屋に出入りした数少ない人物でもある
ツネ
長谷川の親友で、里津の元彼。サッカー部のエース。

## 書誌情報
- モリエサトシ 『星空のカラス』 白泉社〈花とゆめコミックス〉、全8巻[3]
  1. 2013年2月20日発売、ISBN 978-4-592-19681-5
  2. 2013年7月19日発売、ISBN 978-4-592-19682-2
  3. 2013年12月20日発売、ISBN 978-4-592-19683-9
  4. 2014年5月20日発売、ISBN 978-4-592-19684-6
  5. 2014年8月20日発売、ISBN 978-4-592-19685-3
  6. 2015年2月20日発売、ISBN 978-4-592-19686-0
  7. 2015年8月20日発売、ISBN 978-4-592-19687-7
  8. 2016年1月20日発売、ISBN 978-4-592-19688-4